# Стадион ЛКС
Муниципальный стадион ЛКС им. Владислава Круля — многофункциональный спортивный стадион, расположенный на ул. Унии Любельской, 2 в Лодзи, который является домашней ареной для футбольного клуба ЛКС Лодзь. Вместимость составляет 18 029 человек.

## Старый стадион
В 1922 году по инициативе, Алексея Ржевского, первого президента Лодзи, было решено построить спортивный парк для Лодзинского спортивного клуба, который также должен был включать стадион. Его строительство продолжалось до 1924 года, годом позже на главном поле была засеяна трава .
В 1969 году был построен стенд, под которым разместили зал вместимостью 1 человек тысяча люди, в которых играли свои игры баскетбольные секции (мужские и женские) и женский волейбол. Через год на стадионе установили искусственное освещение, мощностью которого составила 1 300 lx .

## Новый стадион
В 2009 году был объявлен открытый конкурс на строительство стадиона на 35 000 зрителей, однако после анализа материалов конкурса его результаты были признаны недействительными.
Новый конкурс предусматривал строительство стадиона на 16 500 зрителей, а для участия в нём были приглашены участники, награжденные и отличившиеся в первом конкурсе.
Авторами работы-победителя стали архитекторы: Пётр Лабович, Марчин Кульпа и Гжегож Совиньски. 20 сентября 2011 г. город Лодзь объявил тендер на проектирование и строительство Городского стадиона на ул. Унии Любельской, 2 в Лодзи. Вскоре был выбран инвестиционный подрядчик — консорциум BUDUS SA и Mostostal.
В декабре 2013 года компания, выигравшая тендер, приступила к сносу старого стенда на бывших объектах ЛКС .
В феврале 2015 года завершился монтаж крыши трибуны нового стадиона. Было решено выглядеть как сиденья на стадионе; Было выбрано два цвета — белый и красный, и на них решено было нанести надпись (ŁKS Łódź) .
Арена, состоящая из одной трибуны, была открыта в августе 2015 года. Стадион открылся товарищеским матчем против львовской «Погони», в котором хозяева выиграли 2:1 .
В июне 2017 года мэр Лодзи Ханна Здановска сообщила, что объявление тендера и выбор подрядчика на строительство остальных трех трибун стадиона состоятся в 2018 году. Ожидалось, что завершенный стадион будет вмещать около 20 000 мест .
В июле 2018 года депутаты городского совета Лодзи приняли решение построить оставшиеся три трибуны стадиона ŁKS, которые будут включать: клуб-музей, сувенирный магазин, ресторан, конференц-залы, офисные помещения, а также служебные и коммерческие помещения.
В апреле 2022 года реконструкция стадиона была завершена. Вместимость объекта составила 18 029 мест.
20 июля 2022 года на стадионе прошёл матч второго квалификационного раунда Лиги чемпионов 2022/23 «Динамо» (Киев) — «Фенербахче» (Стамбул) (0:0).
3 августа 2022 года на стадионе прошёл матч третьего квалификационного раунда «Динамо» (Киев) — «Штурм» (Грац) (1:0).